# 張翼鉉
張 翼鉉（チャン・イッキョン、朝鮮語: 장익현/張翼鉉、1918年9月17日 - 2000年10月7日）は、大韓民国の公務員、政治家。白翎面長、第5代韓国国会議員。
本貫は羅州張氏。号は静波（チョンパ、정파/靜波）。

## 経歴
日本統治時代の黄海道長淵郡白翎面南浦里長村（京畿道を経て現・仁川広域市甕津郡白翎面南浦里長村）出身。龍湖島水産学校（現・仁川海洋科学高等学校）卒。白翎島の漁業組合理事を務めながら、それまでの白翎高等公民学校での限界を超えた教育機会を島民に提供するためソウル市内龍山区で島民向けの合宿所の「白翎学舎」を設置したほか、1955年ごろに自身が期成会長を務め、白翎中学校の設立にも関わった。1960年7月29日の第5代総選挙では民主党の孫致浩に33票差で敗れて次点で落選したが、松林面の小延坪島の島民106人が風浪のため大延坪島の投票所に投票できなかったにもかかわらず孫の当選が決められたため、大法院の当選無効判決により同年12月30日の再選挙で孫を抑えて当選した。しかし、翌年の5・16軍事クーデターにより失職した。そのほか、白翎面長（1955年〜1958年）、海西養材学舎理事長、甕津郡内務課長、甕津郡産業課長を歴任した。
2000年10月7日午後7時ごろに富川市のカトリック大学校附属聖歌病院で死去。